# Dharma śāstra
Dharma śāstra es un género de textos sánscritos que hace referencia a los śāstra (escritos sagrados hinduistas) relacionados con el dharma (el deber religioso).
El voluminoso corpus textual de los Dharmasastra es producto de la tradición brahmánica en la India y representa el sistema escolástico tan elaborado de esta tradición.
Debido a su sofisticada jurisprudencia, los Dharma-sastra fueron muy tenidos en cuenta por los primeros administradores coloniales ingleses como ley de administración del territorio para los hinduistas indios.
Desde entonces, ha ido de la mano con las leyes indias a pesar del hecho de que su contenido tiene mucho más en común con la vida religiosa que con la ley. De hecho, la separación entre religión y ley en el Dharma-sastra es completamente artificial.
El Dharma-sastra tiene una gran importancia como una de las primeras tradiciones hindúes, como una fuente de derecho religioso que describe, en primer lugar la vida del ideal de "padre/madre de familia" y en segundo, como símbolo de la suma de conocimiento hindú sobre religión, ética y leyes.
Se considera las Leyes de Manu como uno de los más antiguos e importantes textos dentro de este género.

## Contenido
La autoridad de los Dharma-sastra deriva de su referencia a los Vedas (himnos épico-mitológicos), aunque son muy pocos los contenidos extraídos directamente de los textos védicos. Los Dharma-shastra han sido dividido tradicionalmente en tres grandes temas:
- achara: reglas de los rituales diarios, citas sobre los ciclos de la vida y obligaciones para cada una de las castas.
- viavajara: procedimientos para resolver dudas sobre el dharma y normativa para la ley de acuerdo con los 18 estándares de la ley hindú.
- praiaschita: expiaciones y castigos por la violación de las reglas del dharma.

Un catálogo más descriptivo de estos contenidos podría ser:
1. Fuentes del dharma
2. Castas
3. Ritos del ciclo de la vida, principalmente sobre el matrimonio
4. Períodos de la vida: ashram
5. Cinco grandes sacrificios: majá-iagñá
6. Reglas para la comida y la alimentación
7. Generosidad: dāna
8. Reglas para la renuncia: sanniasa
9. Obligaciones de un monarca
10. Procedimientos legales
11. 18 leyes fundamentales: viavajara-pada
12. Tipos de pecados
13. Expiaciones y penitencias
14. Karma
15. Ritos funerarios ancestrales antieshti y sradha
16. Peregrinaciones
17. Votos
18. Festivales
19. Ritos propiciatorios